# Novaki Motovunski
Novaki Motovunski – wieś w Chorwacji, w żupanii istryjskiej, w gminie Karojba. W 2011 roku liczyła 383 mieszkańców.